# Сукненко Станіслав Вікторович
Станісла́в Ві́кторович Сукне́нко (нар. 15 вересня 1954, селище Садон, Північна Осетія) — український кінознавець, редактор кіно і телебачення, режисер, сценарист, актор. Член Національної cпілки кінематографістів України з 2017 року, Секретар та голова Комісії з прийому до НСКУ. Був експертом з оцінювання проєктів Держкіно України, Українського Культурного Фонду та комісії Президентського гранту для молодих кінематографістів.

## Біографія
Народився у Північній Осетії, де служив в армії його батько — киянин Віктор Сукненко. Там він зустрів дівчину, з якою одружився. До Києва повернувся з дружиною і новонародженим сином. За кілька років у молодого подружжя Віктора та Тамари народився ще один син.
Родина мешкала разом з батьками Віктора на вулиці Леонтовича, поруч з Володимирським собором, в якому вони хрестили свого первістка Станіслава. Після смерті матері Віктора його батько побрався з жінкою, в якої була своя дитина. Віктор, у пошуках власного житла й роботи, з дружиною та двома дітьми переїхав до Кривого Рогу. Там можна було отримати квартиру за умови роботи на шахті. Але плани подружжя на самостійне та щасливе життя зруйнувала передчасна смерть Віктора.
На початку 1960-х років Тамара Сукненко вирішує повернутися до Києва й забрати туди синів, коли вдасться там облаштуватися. Два роки хлопчики жили й зростали з бабусею.
Дитинство Станіслава закінчилося рано. Єдиною розрадою для хлопчика став місцевий кінотеатр, куди інколи брала його з собою дівчина-сусідка. Він був для неї своєрідним «прикриттям», бо таким чином вона потайки ходила на побачення. Станіславу подобалося кіно, бо все там було іншим і це інше життя його зачаровувало. Одного разу він побачив фільм про хлопчика, у якого не було друзів, але до нього, як вуличний песик, пристала червона кулька й стала справжнім другом. Це був французький фільм «Червона кулька» (Le ballon rouge, 1956). Саме ця стрічка дала поштовх мріям про акторську кар'єру.
Станіслав закінчив два класи у Кривому Розі. Коли мати забрала його з молодшим братом до Києва. Вчився у трьох різних закладах, а закінчив київську школу № 49 (вулиця Ярославів Вал, 27) у 1972 році. Цього ж року, вчителька, яку підкорило велике зацікавлення хлопчика мистецтвом, зокрема кінематографом, допомогла йому влаштуватися на Київську кіностудію імені Олександра Довженка. Станіслава прийняли на роботу до звукоцеху учнем кіномеханіка.
У 1974 році вступив до Київського державного інституту театрального мистецтва імені І. К. Карпенка-Карого на кінознавчий факультет (керівник курсу Оксана Мусієнко). Вчився заочно і далі працював на кіностудії. Також писав репортажі зі знімальних майданчиків, інтерв'ю з режисерами, акторами, які друкувалися в українських виданнях «Культура і життя», «Новини кіноекрану», «На екранах України». Автор численних мистецьких статей, репортажів та інтерв'ю у періодичних виданнях не тільки України, а й країн Балтії та Чехії.
З 1978 до 1980 служив в армії. Повернувся до роботи на кіностудію Олександра Довженка, де обіймав посаду старшого редактора у створеному тоді Українському експериментальному молодіжному творчому об'єднанні «Дебют».
«Ще на початку 80-х м створили кіноклуб „Ілюзіон“, який єдиний тоді у Києві почав показувати закордонну класику на великому екрані. Це відбувалося у клубі культури заводу „Більшовик“, що поруч з кіностудією, там продавалися квитки і завжди була черга. Відеомагнітофони тоді були рідкістю, а бажання побачити „непрокатне“ кіно — величезне. Перед кожним показом треба було представити картину і робив це я. Отак, „Ілюзіон“ і став одним із перших кіноклубів Києва. Згодом, теж саме ми робили в Будинку офіцерів, Планетарії, кінотеатрі „Київська Русь“, навіть на Подолі — в Музеї бджільництва й у Гідропарку — в якомусь відеосалоні… Але завжди головним було спілкування після перегляду фільму, обмін думками, ідеями, інформацією про події мистецького життя Києва, прочитане, побачене. Цей принцип зберігся й в Національному центрі театрального мистецтва імені Леся Курбаса, де я більше десяти років був автором і ведучим „Візуальної лабораторії“. Ну, а сьогодні я це продовжую у Будинку кіно» — Станіслав Сукненко

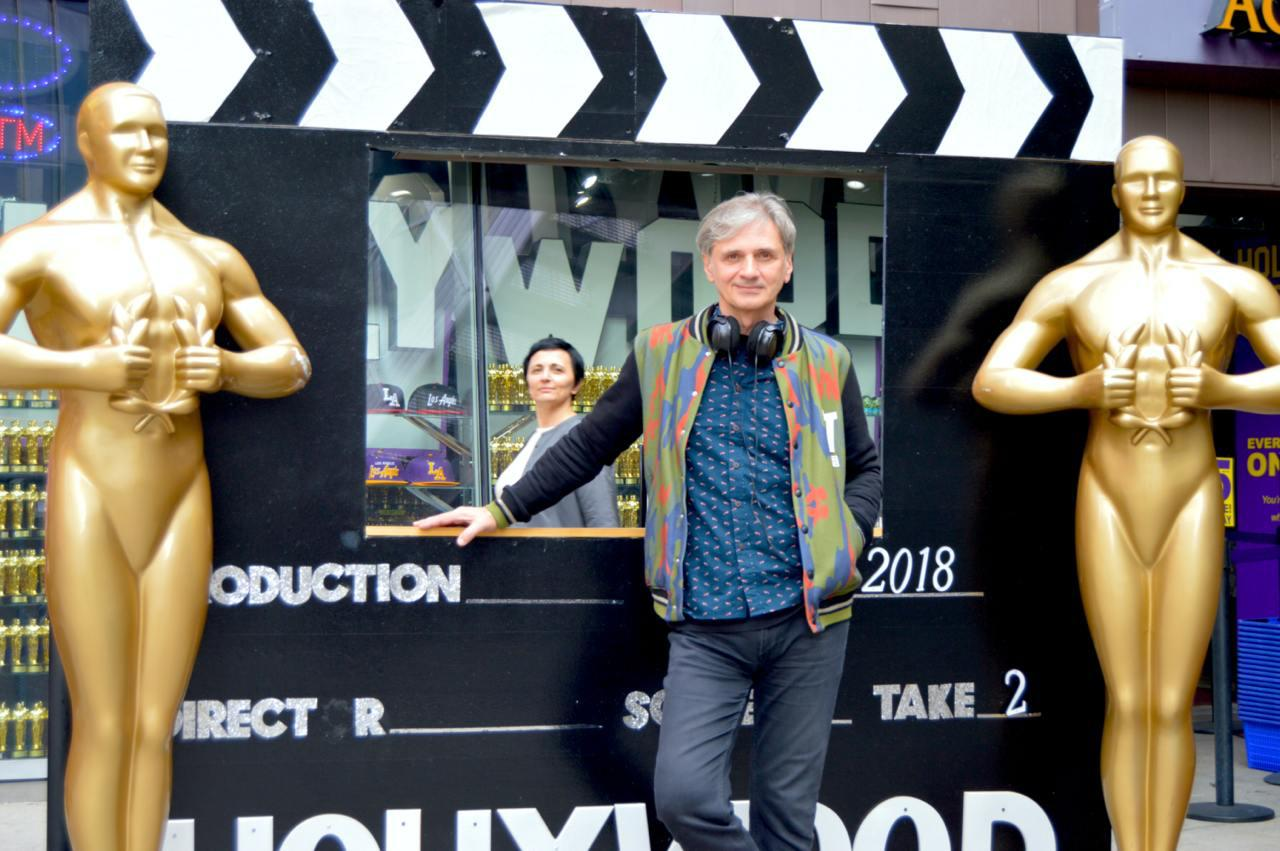
Станіслав Сукненко в Голлівуді, 2018 рік

З початку 1990-х деякий час жив і працював у Великій Британії. Був журналістом-фрілансером телебачення ВВС, членом Foreign Press Association (Лондон), а також ведучим щотижневої радіопрограми Центрального Офісу Інформації «Біг Бен з Лондона» (1993—1997). Займався налагодженням культурних зв'язків між Україною та Великою Британією: був ініціатором показу в 1991 році українських короткометражних фільмів об'єднання «Дебют» на міжнародному кінофестивалі у Кембриджі, а також став організатором приїзду до Британії режисера Юрія Іллєнка з його картиною «Лебедине озеро. Зона». Мав досвід акторської та режисерської роботи в кіно, театрі та на телебаченні. Знімався в кіно, грав у театрі. У фільмах та серіалах «The Knock» («Удар»), та «Midnight Man» («Людина опівночі») зіграв переважно негативних персонажів — «поганих росіян». В акторській біографії також є драматична роль у фільмі «London from A to Zen» («Лондон від А до Дзена»). Знімався навіть в епізоді у блокбастері про агента 007 «Golden Eye» («Золоте Око»). Епізод не увійшов до фінальної версії стрічки, але був включений у бонуси до ювілейного 2-дискового DVD видання.
«Опинитися у вирі кіновиробництва кінофраншизи про Джеймса Бонда для мене, звісно, було просто чимось, про що я ніколи навіть не мріяв й не гадав. Перш за все, мене цікавив сам процес такого штибу продукції не як актора, а як кінознавця. О шостій ранку мене забрала автівка з Лондона і ми відправились за місто — на колишній аеродром, який перетворили на кіностудію для цього фільму. Було ще темно, а коли ми наблизились до місця призначення, темряву освітили величезні цифри „007“. Мені перехопило подих: чи не наснилося це мені?.. Перед тим як йти на грим, запропонували сніданок. Гример зробив все щоб „зализати“ назад моє волосся й підкреслив червоним рубцем мій шрам над правим оком. Костюм був підібраний ще за кілька тижнів до зйомки. Режисер Мартін Кемпбелл показав мені сторіборд і доброзичливим й тихим голосом пояснив сцени, які мали знімати. На знімальному майданчику було усього троє акторів Пірс Броснан, і нас, хто мав бути двома охоронцями дамби. Ми працювали майже цілий день. Спілкування всіх і з усіма було привітним, доброзичливим й професійним — тут не було зірок й босів. Це, напевно, мене вразило більш за все». — Станіслав Сукненко.
У 2004—2009 роках був головним редактором ТРК «Студія 1+1» та «1+1 Продакшн».Брав участь у створенні знакових телевізійних документальних циклів з історії України: «Червоний Ренесанс», «Собор на крові», «Непрощені. Скоропадський, Петлюра, Махно», «Дисиденти». Співпрацював з компаніями «Prima-фільм», «Кіноквартал» та «Fresh-Продакшн».
З 2004 року працює у Центрі Курбаса, втілюючи авторський проєкт «Візуальної лабораторії». Один із засновників міжнародного міні-кінофестивалю «Європейський експрес», який також проходив у центрі Леся Курбаса.
Автор книги «КІНОРОМАНИ: Українські письменники про улюблені фільми» (2006), яка ввійшла в шорт-лист 10 найкращих книжок року. Основою для цього видання став авторський проєкт. До якого були запрошені відомі українські письменники, такі як Оксана Забужко, Юрій Андрухович, Андрій Курков, Марія Матіос, Ірен Роздобудько та інші. Їм запропоновано обрати улюблений фільм й представити його у глядацькій залі Центру Курбаса, а також написати невеликий есей. Зустрічі відбувалися кожного тижня три місяці поспіль у вщерть заповненій залі. Після івенту з письменниками ще записувалося відеоінтерв'ю й врешті, коли вийшла книга, то до неї ще додавався диск DVD. На той час такого ніхто не робив, тому видання миттєво стало раритетним.

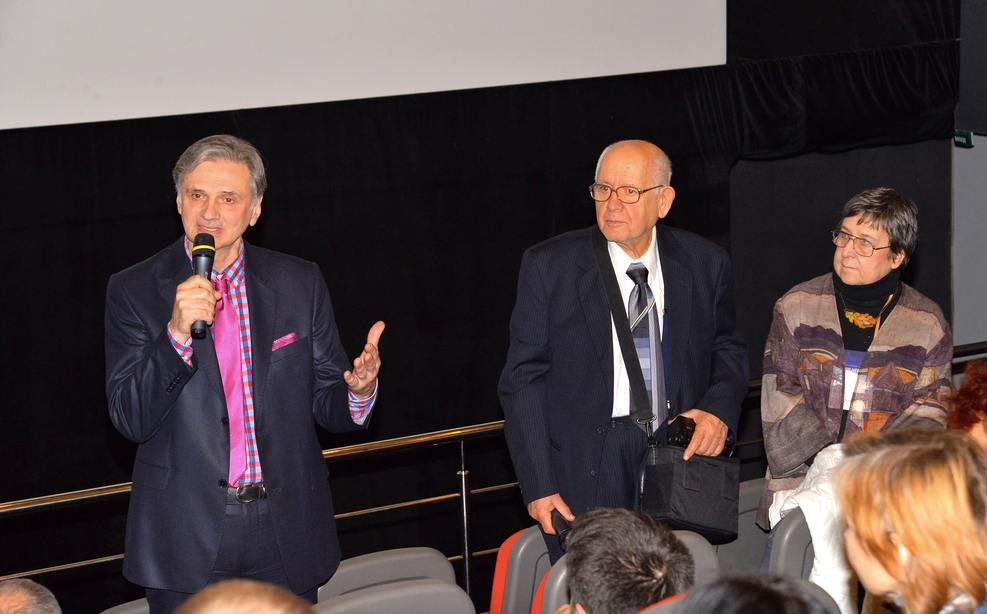
Станіслав Сукненко під час презентації з володарем «Оскара» за спецефекти до фільму «Хижак» Євгеном Мамутом та його дружиною Іриною Борисовою

У 2019 році став виконавцем знакової ролі українського режисера Леся Курбаса у стрічці Тараса Томенка Будинок «Слово»: Нескінчений роман.
Під час роботи над проєктом «Візуальна лабораторія» у Національному центрі театрального мистецтва імені Леся Курбаса в Києві, Станіслав Сукненко вперше почув про свою фізіономічну подібність з Лесем Курбасом. В його планах була моно-вистава про режисера, через що він ще тоді почав збирати поодинокі розрізнені факти життєдіяльності Курбаса, дізнався про його стосунки з людьми, про нього, як про людину. Виставу втілити не вдалось, але набутий досвід і матеріали допомогли актору у створенні образу митця у кіно. Продюсери стрічки відзначили схожість актора з Курбасом під час відбору фотографій для документального фільму Будинок «Слово». 
«Коли ти наближаєшся до таких особистостей, перше, що відчуваєш – острах через можливу критику на кшталт "він був не таким", "його ніс був менший" чи "його вуха були більші". Але твоя відповідальність стосується тебе, а не того, як твоя роль буде сприйнята. Оскільки, втілюючи образ неординарної людини, ти маєш переступити через свій страх і свою меншовартість, щоб це дозволило тобі фантазувати на тему твого героя. Ти все одно залишаєшся собою, і наповнюєш героя своїм власним досвідом. Наприклад, ми знаємо, що Курбас доволі емоційно проводив репетиції, з криком. Я – не такий. Я запропонував інший варіант – без крику, бо це справляє більше враження, в чому мене підтримали і колеги: він говорить пошепки, і люди ловлять кожне його слово» — Станіслав Сукненко про роль Леся Курбаса.

### Театральні роботи
Серед театральних робіт, зокрема драматичні ролі Сергія Єсеніна у виставі «Коли вона танцювала» М. Шермана (Drama Center, Глазго) та Цинцинат у «Запрошенні до страти» за В. Набоковим (Art-Vic, Лондон). Як режисер здійснив постановку музичної вистави «Not So Ladylike» («Не зовсім схожа на леді»), яку показали на Единбурзькому міжнародному театральному фестивалі.
Роль Поета Антоніо у виставі «Ніч в Саду забутих фруктів» у Національному центрі театрального мистецтва Леся Курбаса у Києві. Цей поетично-музичний спектакль був присвятою Тоніно Гуерра — видатному італійському, поетові, художнику, сценаристу. Як режисер здійснив постановку вистави «Безодня кличе безодню». 2016 року став ведучим «проєкту Нашого ілюзіону» з історії українського та світового кіно, а потім став автором і ведучим проєктів у Будинку кіно «Наші співвітчизники у світовому кінематографі» та «Кінотерапія. Мистецтво позитиву».
У Національному академічному театрі драми імені Лесі Українки зіграв роль лікаря-психотерапевта у п'єсі «Янголятко, або Сексуальні неврози наших батьків». Як режисер здійснив постановки «Страждання юного Вертера» та «Музика кохання. Бенефіс Лариси Кадочникової».

### Режисер
Автор постановник мюзиклу «Не зовсім схожа на леді» (2000), який був представлений на Единбурзькому міжнародному театральному фестивалі. У 2003 році був автором і режисером спільного українсько-британського поетичного проєкту, присвяченого Дню народження великого барда. Вільяма Шекспіра (Новий театр на Печерську).
У ньому брали участь британець Філіп Саткліфф, Тамара Плашенко, Олена Лозович, Ігор Рубашкін.
З 2004 року працює у Центрі Курбаса, втілюючи авторський проєкт «Візуальна лабораторія».
Один із засновників міжнародного міні-кінофестивалю «Європейський експрес», який також проходив у центрі Леся Курбаса.
У 2010 році на сцені Центру поставив виставу «Ніч в Саду забутих фруктів» за текстами Тоніно Гуерра, в який був режисером і актором. У 2012 році поставив на сцені Національного академічного театру драми імені Лесі Українки виставу «Страждання молодого Вертера» за твором Йоганна фон Ґете.
2016 року став ведучим проєкту «Наш ілюзіон» з історії українського та світового кіно.
«Коли я запропонував ідею авторського проєкту „Наші співвітчизники у світовому кінематографі“, то, відверто кажучи, не очікував, що він викличе таку зацікавленість і стане настільки популярним. Більше десяти років займався вивченням та пошуками та матеріалів про відомі й малознані постаті наших співвітчизників, які зробили вагомий внесок не лише у розвиток європейського та американського кінематографу. Не тільки з метою вшанування їх життя та творчих здобутків, але як помітний внесок українців у світову культуру і мистецтво, що не може не викликати погорду та надихати. Й сьогодні, як ніколи. У центрі уваги проєкту „Наші співвітчизники у світовому кінематографі“ стали такі неординарні особистості, як актори Александр Ґранах, Анна Стен, Григорій Хмара, Наталія Лисенко, Пол Муні, Іван Коваль-Самборський, Наталі Вуд (Захаренко), режисери Анатоль Літвак, Едвард Дмитрик, Жуль Дассен, композитор Дмитро Тьомкін та багато інших. Творчий доробок митців завжди „ілюструються“ найкращими стрічками, які стали світовою кінокласикою. Після кожного показу відбувається спілкування та обмін думками» — Станіслав Сукненко

## Документальний фільм «З України до Голлівуду»

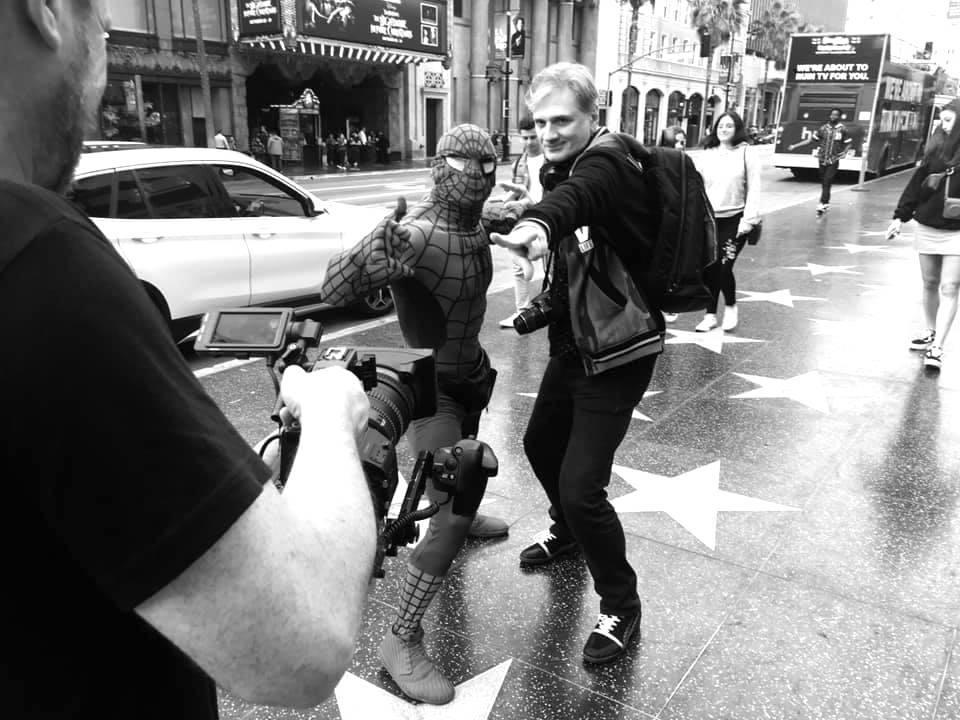
Станіслав Сукненко на Алеї Слави під час час зйомок «З України до Голлівуду»

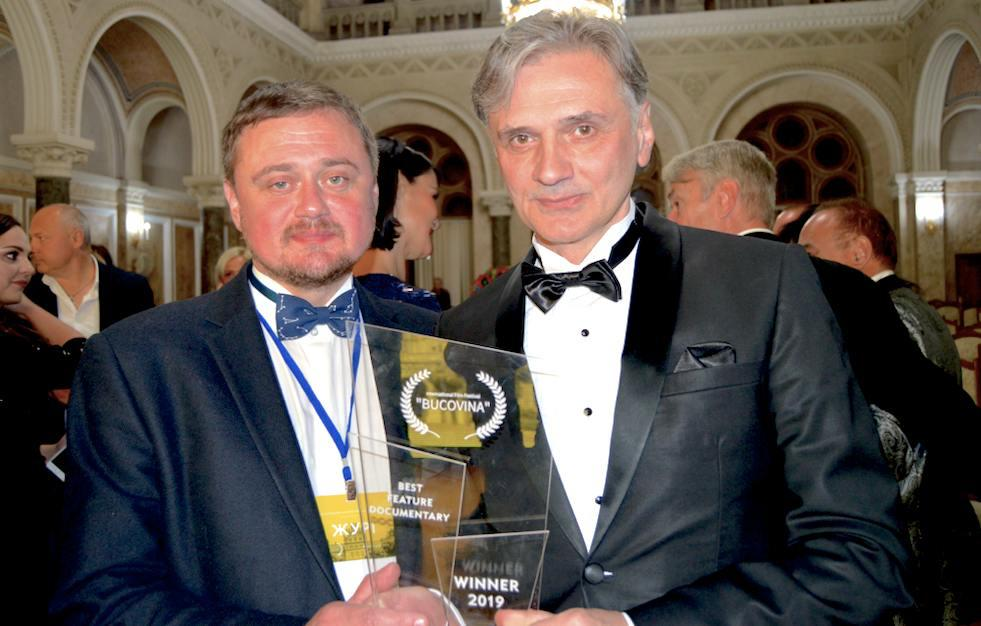
Режисер Станіслав Сукненко та письменник Андрій Кокотюха, Чернівці, 2019 рік. Режисер тримає нагороду за кращий документальний фільм Міжнародного кінофестивалю «Буковина»

У 2018 році видав книгу «To Hollywood from Ukraine» («До Голлівуду з України») для англомовної аудиторії. Вона стала результатом 10 років наполегливих досліджень. До неї увійшли біографії 100 видатних українців, які працювали на американських кіностудіях, створюючи стрічки, які згодом стали відомими на весь світ. Видання вийшло за підтримки МКІП і стало, як зазначали у пресі, важливим кроком у сфері культурної дипломатії. На книгу з захватом відгукнулися такі всесвітньо відомі особистості, як американський актор і режисер Джон Малкович, польський кінорежисер Кшиштоф Зануссі, британська акторка Жаклін Біссет, французький музикант і композитор Дідьє Маруані, американський актор Стівен Болдвін та багато інших.
Згодом книга стала основою сценарію для документальної стрічки, яку Станіслав Сукненко зафільмував разом із Галиною Кувівчак-Сахно.
Фільм «З України до Голлівуду» став свідченням, яку роль відіграли українці, що емігрували, у появі премії «Оскар» та створенні всесвітньо відомих фільмів. Багато українців має свою зірку на «Алеї слави», одну з найвищих премій «Оскар» та «Золотий глобус». Також у фільмі «З України до Голлівуду» показно, який унікальний внесок зробили українці, що емігрували до Голлівуду, і не лише своїм унікальним акторським талантом, а й вклали туди частинку української культури.
На міжнародному кінофестивалі у Чернівцях фільм отримав приз за кращий документальний фільм.
«Мені б дуже хотілося, щоб люди знали про цих українців, які вплинули на історію американського кіно, пам'ятали їх і святкували їхнє повернення в Україну. Світ має знати нас не тільки через трагічні події, а й через вагомий внесок у світову культуру. Цією роботою я посилаю меседж, щоб українці, набуваючи досвіду у світах, поверталися на Батьківщину і розбудовували її» — Станіслав Сукненко
Зйомки фільму «З України до Голлівуду» (за підтримки Держкіно України) відбувалися в Україні та США. Стрічка отримала нагороду в номінації «Кращий документальний фільм» на Міжнародному кінофестивалі «Буковина» у Чернівцях в 2019 році

## Театр
| Рік  |  | Українська назва                                | Театр                                                        | Роль          | Місто  |
| ---- |  | ----------------------------------------------- | ------------------------------------------------------------ | ------------- | ------ |
| 1992 |  | Коли вона танцювала                             | The Drama Center                                             | Сергій Єсенін | Глазго |
| 1998 |  | Принцеса Чокі                                   | ART-VIC Theatre                                              | Оповідач      | Лондон |
| 1998 |  | Запрошення до страти                            | ART-VIC                                                      | Цинциннат     | Лондон |
| 2010 |  | Ніч в Саду Забутих фруктів                      | Національний Центр театрального мистецтва імені Леся Курбаса | Поет Антоніо  | Київ   |
| 2011 |  | Безодня кличе безодню                           | Національний Центр театрального мистецтва імені Леся Курбаса | Він           | Київ   |
| 2012 |  | Янголятко, або Сексуальні неврози наших батьків | Національний академічний театр драми імені Лесі Українки     | Лікар         | Київ   |

### Режисер-постановник

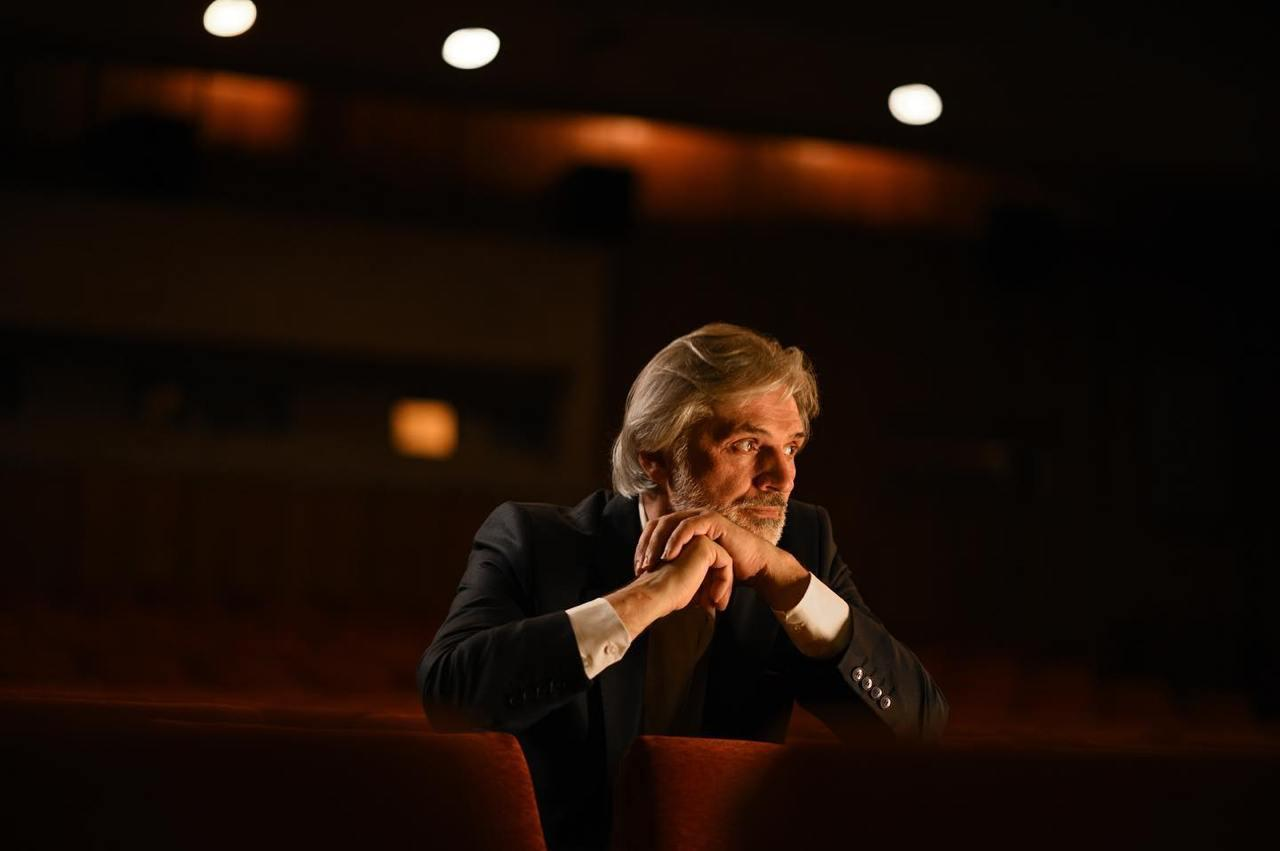
Станіслав Сукненко — театральний режисер

- 2023 — Кіновистава «Коло Франка», прем'єра відбулася у київському культурному кластері «Краків», покази також відбулися у Кіноцентрі та Філармонії м. Житомир
- 2021 — «Музика кохання. Бенефіс Лариси Кадочникової», Національний академічний театр імені Лесі Українки
- 2015 — «Безодня кличе безодню», Національний Центр театрального мистецтва імені Леся Курбаса
- 2012 — «Страждання юного Вертера», (за мотивами роману Йоганна фон Ґете), Національний академічний театр імені Лесі Українки
- 2010 — «Ніч в Саду забутих фруктів», Національний центр театрального мистецтва імені Леся Курбаса
- 2003 — «Сонце переможе Смерть», за сонетами Вільяма Шекспіра, Новий театр на Печерську
- 2001 — «Не зовсім схожа на леді», Lawrence Batley Theatre, Huddersfield, Велика Британія
- 2000 — «12 днів Різдва», Lawrence Batley Theatre, Велика Британія

## Фільмографія

### Вибрана фільмографія
| Рік  |    | Українська назва                 | Оригінальна назва                | Роль                                      | Виробник               |
| ---- | -- | -------------------------------- | -------------------------------- | ----------------------------------------- | ---------------------- |
| 1995 | ф  | Золоте око                       | Golden Eye                       | охоронець (епізод, що не увійшов у фільм) | EON Productions        |
| 1996 | тф | Опівнічна людина                 | Midnight Man                     | охоронець                                 | SKY TV                 |
| 1997 | тф | Від А до Дзена                   | A to Zen                         | Василь                                    | Turn-On Production     |
| 1998 | тф | Російська рулетка                | Russian Roulette                 | офіцер                                    | Channel 4              |
| 1999 | тф | Удар                             | The Knock                        | Дмитро                                    | ITV Carlton            |
| 2000 | с  | Еммердейл                        | Emmerdale                        | епізод                                    | Yorkshire TV           |
| 2008 | тф | «Операція «Че Гевара»            | «Операція «Че Гевара»            | епізод                                    | ТРК 1+1                |
| 2012 | с  | Чемпіони з підворіття            | Чемпіони з підворіття            | менеджер Іван                             |                        |
| 2020 | ф  | Тато                             | Тато                             | Тато                                      |                        |
| 2021 | с  | Папік                            | Папик                            | режисер театру                            | Кіноквартал            |
| 2021 | ф  | Будинок Слово. Нескінчений роман | Будинок Слово. Нескінчений роман | Лесь Курбас                               | FRESH PRODUCTION GROUP |
| 2023 | с  | Холод                            | Холод                            | Роман Адамович                            | 2+2                    |
| 2023 | с  | Сестри                           | Сестри                           | Михайло                                   | Film UA                |

### Вибрана режисерська фільмографія

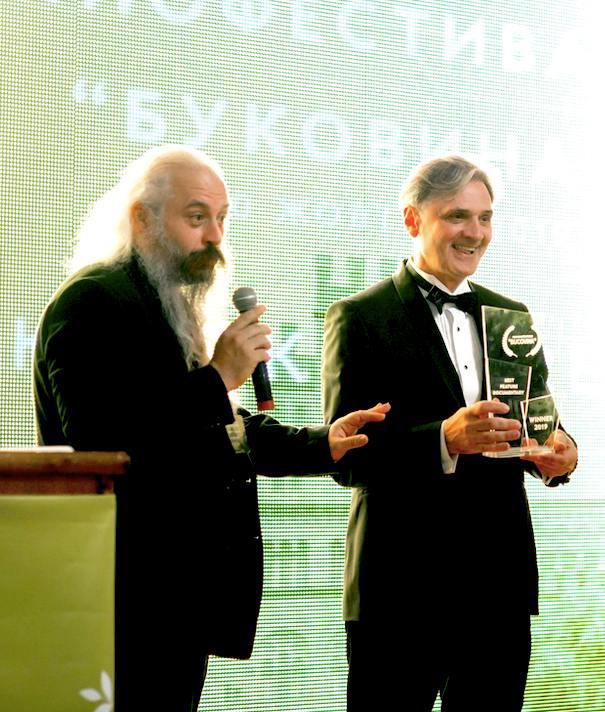
Станіслав Сукненко та продюсер Володимир Філіппов (праворуч) на Міжнародному кінофестивалі у Чернівцях. В руках у режисера нагорода за кращий документальний фільм за стрічку «З України до Голлівуду», 2019 рік

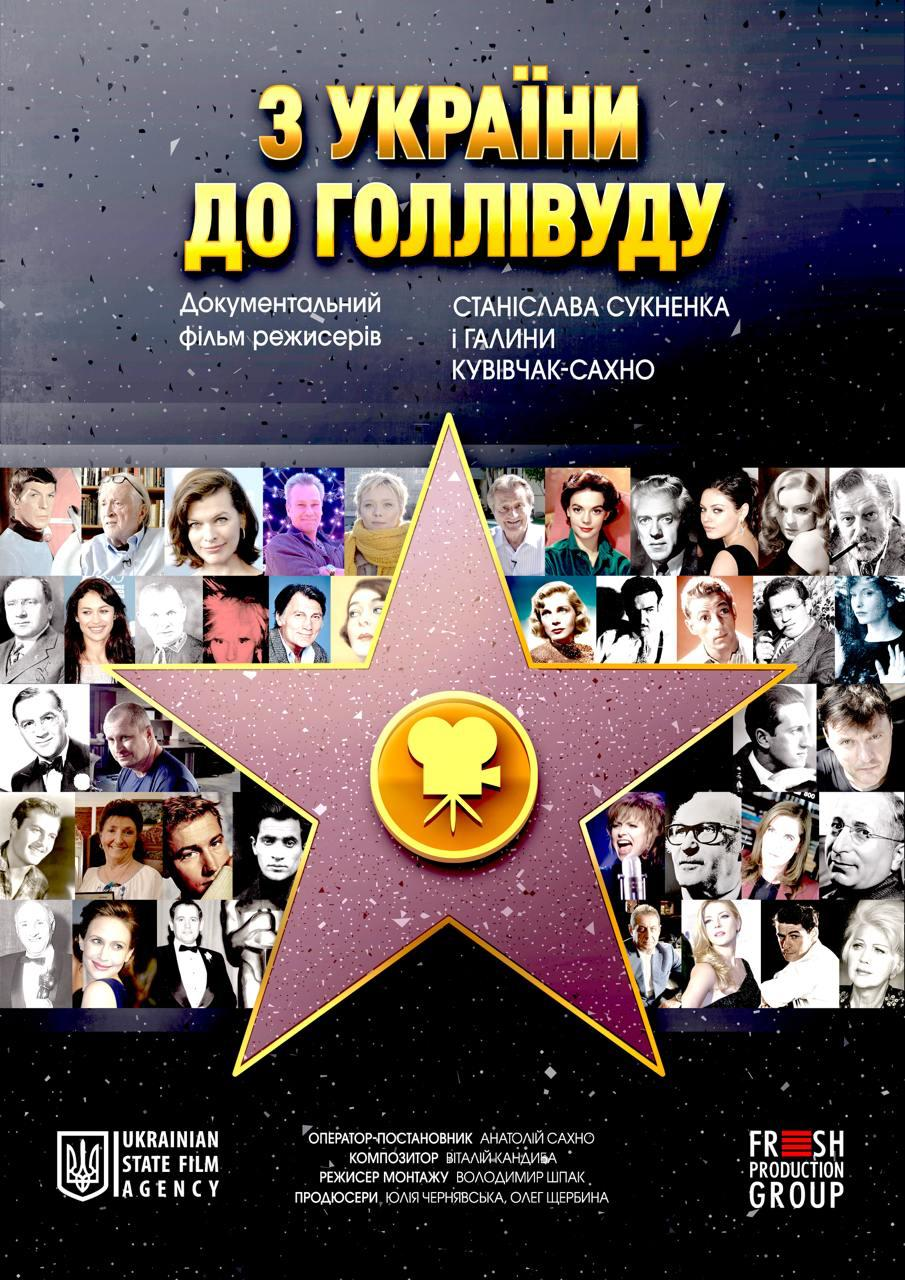
Афіша документальної стрічки «З України до Голлівуду»

- 2025 – автор сценарію і режисер повнометражного документального фільму «Азовсталь. Прихисток життя»
- 2024 – автор сценарію і режисер повнометражного фільму «Азовсталь. Прихисток кохання»
- 2023 – автор і режисер (разом з С.Гаврилюком) музмчно-поетичного фільму «Коло Франка»
- 2022 – автор сценарію / режисер (спільно з М.Десятериком) 8-серійного авторського телециклу «Шляхами успіху і слави» (проєкт-переможець конкурсу PITCH UA)
- 2020 – автор сценаріїв «Легендарна харків’янка Варвара Каринська», «Кіно Європи: український слід», «Харизма Чубинських»
- 2019 – автор сценарію та режисер (спільно з Г.Кувівчак-Сахно) повнометражного документального фільму «З України до Голлівуду» (FRESH Продакшн за підтримки Держкіно України)
- 2017 – автор сценарію та постановник ігрового короткометражного фільму «Останні дня літа» (фестиваль «Золотий ключик»)
- 2010 – серіал «Тільки кохання» (ТРК 1+1 Продакшн)
- 2008 – автор сценарію / режисер фільму-портрету «Тетяна Яблонська. Натхнення самоти» (ТРК «Студія 1+1»)
- 2007 – автор сценарію / режисер документального фільму «Монологи. Ніна Матвієнко»
- 2006 –  автор сценарію / режисер документального фільму «Фрески часу. Гобелени і писанки Ірини Проніної» («STOP-КРАН Продакшн)
- 2004 – автор сценарію / режисер 9-ти серійного авторського телециклу «…і буде нова Земля» (CBN та студія «Еммануїл»)

## Книги та п'єси
- 2023 -  автор і режисер кіновиставаи «Коло Франка»
- 2020 – «До Голлівуду з України» (видавництво «Саміт-книга» за підтримки МКІП)
- 2019 – «To Hollywood from Ukraine» (видавництво «Саміт-книга» за підтримки МКІП)
- 2018 – п'єса / режисер «Музика кохання. Бенефіс Лариси Кадочникової»  (Національний академічний театр драми імені Лесі Українки)
- 2010 – п'єса / режисер «Ніч в Саду забутих фруктів» (за текстами Тоніно Гуерра) (Національний центр театрального мистецтва імені Леся Курбаса)
- 2006 – «КІНОРОМАНИ. Українські письменники про улюблені фільми» (Національний центр театрального мистецтва імені Леся Курбаса та часопис «КІNО-КОЛО»)

## Особисте життя
1986 року одружився з з громадянкою Великої Британії Ребеккою Франклін. Спочатку мешкали у Києві, потім деякий час у Лондоні. Розлучилися у 2020 році.
Серед захоплень: фотографія, іноземні мови, класична музика, література, українська культурна спадщина.
«Все своє життя я займаюся тим, що я називаю „кіноархеологією“. Тому, що мене все цікавить, я люблю досліджувати, відкривати щось нове, люблю вчитися. І я не жадібна людина, так мене виховали батьки, тому я з задоволенням ділюся „розкопаним“ з усіма, кому це цікаво». — Станіслав Сукненко